# Frumoasa (Harghita)
Frumoasa (in ungherese Szépviz) è un comune della Romania di 3 550 abitanti, ubicato nel distretto di Harghita, nella regione storica della Transilvania.
Il comune è formato dall'unione di 4 villaggi: Bârzava, Făgețel, Frumoasa, Nicolești.
La maggioranza della popolazione (oltre il 95%) è di etnia Székely.